# Real Club Celta de Vigo
Pour les articles homonymes, voir Real Club Celta Vigo.
Maillots
Actualités
| \| Vigo \| Le club est basé en Galice. |
| Vigo                                   |

Le Real Club Celta de Vigo, couramment abrégé RC Celta, aussi connu sous le nom de Celta de Vigo ou Celta Vigo, est un club de football espagnol situé à Vigo (Province de Pontevedra), en Galice.
Le club compte, en 2010, 55 saisons en première division espagnole. Le club est actuellement présidé par Marián Mouriño Terrazo. Le club galicien évoluait en Segunda División entre 2007 et 2012. En juin 2012, le Celta remonte en première division.

## Histoire

### Repères historiques
- 1923 : fondation du club par fusion du Real Fortuna FC (fondé en 1905) et du Real Vigo SC (fondé lui aussi en 1905).
- Le club s'est appelé Club Celta de 1931 à 1936.

### Histoire du club

#### Débuts
Le club dispute le premier match officiel de son histoire le 7 octobre 1923 au Terrain municipal de Barreiro lors d'une rencontre comptant pour le championnat régional de Galice, où les Celtes écrasent l'équipe de l'Unión Sporting Club sur le score de 5-0.

#### L'âge d'or, de 1992 à 2004
Le Celta connaît sa meilleure période à partir de la saison 1992-1993. Le club vient de retrouver la première division en terminant premier de la seconde division et fait venir dix nouveaux joueurs au club dont les Espagnols Santiago Cañizares et Ismael Urzáiz, futurs internationaux. L'équipe se maintient en terminant 11e.
L'année suivante, le Celta termine seulement 15e du classement général mais arrive en finale de la Coupe du Roi. Les joueurs perdent aux tirs au but contre l'équipe du Real Zaragoza (0-0, tab 5-4)
Lors de la saison 1997-1998, le Celta atteint le sixième rang du championnat, place qualificative pour l'Europe.
En 1998, le Celta va pour la deuxième fois de son histoire en UEFA après leur court parcours de 1971. En seizième de finale, il rencontre le club anglais d'Aston Villa (3-2). En huitième, le Celta vient à bout de Liverpool (4-1) mais perd au tour suivant contre l'Olympique de Marseille (2-1). En Liga, le club terminera cinquième.
De nouveau en coupe de l'UEFA en 1999, le club galicien passe facilement les deux premiers tours contre le club suisse du Lausanne-Sport et le club grec du Aris FC. Il rencontre en seizième de finale le Benfica qu'il bat 7-0 à domicile (1-1 au retour). Au tour suivant, c'est à la Juventus de perdre par le large score de 4-0 au stade du Balaidos (4-1 sur l'ensemble des rencontres). Mais c'est encore un club français qui mettra fin au parcours du Celta en quart de finale, il s'agit du RC Lens, victorieux 2 buts à 1.
En 2000, le Celta termine dans le trio de tête de la Coupe Intertoto ce qui lui permet d'accéder à nouveau à l'UEFA. Il progresse jusqu'en quart de finale où il est battu par le FC Barcelone par le nombre de buts à l'extérieur. En coupe d'Espagne, le Celta arrive jusqu'en finale contre le Real Zaragoza, comme en 1994, et perd une nouvelle fois (3-1).
La saison 2002-2003 sera une des meilleures du Celta, il termine quatrième du championnat et se qualifie pour le tour préliminaire de la Ligue des champions, première historique du club. La saison suivante s'annonce donc très riche. Le Celta commence bien, battant le Slavia Prague 3-2. En groupe, le Celta ne perd qu'une fois contre l'Ajax Amsterdam à l'extérieur et termine second de son groupe, à un point du club italien. En 8e de finale, il s'incline 5-3 contre Arsenal. En championnat, par contre, c'est la chute, le Celta termine 19e, il est relégué pour quatre points.

#### Après 2004
Le Celta ne reste qu'une année en deuxième division, il remonte immédiatement grâce à sa deuxième place. Après une bonne saison 2005-2006 en Liga où le Celta retrouvera une place qualificative pour l'UEFA, la saison suivante l'emmène à la 18e place et de nouveau en deuxième division. En juin 2006, Carlos Mouriño devient le principal actionnaire du club.
Depuis, le Celta est un club de première partie de tableau de seconde division espagnole.
Lors de la saison 2011-2012, le Celta se retrouve deuxième du championnat à une journée de la fin. Un match nul lors du dernier match face à Cordoue assurerait au Celta sa montée en Première division après cinq saisons en deuxième division. Le 3 juin 2012, à la suite du match nul face à Cordoue, le Celta entraîné par Paco Herrera remonte en première division après cinq ans en deuxième division. La saison 2012-2013 est difficile pour le Celta qui parvient de justesse à se maintenir en première division.

Performance en championnat du RC Celta 1929-présent

En juin 2013, Luis Enrique devient le nouvel entraîneur. Après une bonne saison 2013-2014 au cours de laquelle le club se maintient sans soucis en Première division, Luis Enrique est recruté par le FC Barcelone. C'est l'Argentin Eduardo Berizzo qui lui succède au poste d'entraîneur. Son premier coup d'éclat survient le 23 septembre 2015 après une victoire 4-1 infligée au FC Barcelone et à Luis Enrique, l'ancien de la maison. Au terme de la saison, le Celta se qualifie pour la Ligue Europa où il élimine le Shakhtar Donetsk le 23 février 2017 en 16e de finale, puis Krasnodar en 8e et Genk en 1/4. C'est la première fois que le Celta atteint les demi-finales de la Ligue Europa.
Le 28 mai 2017, Juan Carlos Unzué est nommé entraîneur à la suite du départ d'Eduardo Berizzo. Nommé au poste d'entraîneur le 23 mai 2018, Antonio Mohamed est remercié par le club espagnol dès le 13 novembre 2018.
La saison 2018-2019 a été marquée par l'instabilité et les mauvais résultats sportifs. Pas moins de trois entraîneurs se sont succédé sur le banc du Celta : Antonio Mohamed, Miguel Cardoso puis Fran Escribá. Ce dernier a ensuite été remplacé par Óscar García Junyent après seulement douze journées de la saison 2019-2020.
En prévision de la saison 2023-2024, celle qui marque le centenaire de la création du club, le Celta recrute Rafael Benítez en tant qu'entraîneur. Pour cette occasion, un nouvel hymne, Oliveira dos cen anos, a été composé par le chanteur C Tangana. Les représentants du club ont également été reçus au Vatican par le Pape François en juillet 2023.

## Bilan sportif

### Palmarès
| Compétitions nationales | Compétitions internationales                                                          |
| - Coupe d'Espagne : - Finaliste : 1948, 1994 et 2001. - Championnat d'Espagne de deuxième division (3) : - Champion : 1936, 1982 et 1992. | - Coupe Intertoto (1) : - Vainqueur : 2000. - Ligue Europa : - Demi-finaliste : 2017. |

### Bilan européen
Légende
- Victoire ou qualification pour le tour suivant
- Match nul
- Défaite ou élimination de la compétition

Note : dans les résultats ci-dessous, le score du club est toujours donné en premier.
| Saison    | Compétition         | Tour                | Club                     | Domicile | Extérieur | Total    |
| --------- | ------------------- | ------------------- | ------------------------ | -------- | --------- | -------- |
| 1971-1972 | Coupe UEFA          | 32es de finale      | Aberdeen FC              | 0 - 2    | 0 - 1     | 0 - 3    |
| 1998-1999 | Coupe UEFA          | 32es de finale      | Argeș Pitești            | 7 - 0    | 1 - 0     | 8 - 0    |
| 1998-1999 | Coupe UEFA          | Seizièmes de finale | Aston Villa              | 0 - 1    | 3 - 1     | 3 - 2    |
| 1998-1999 | Coupe UEFA          | Huitièmes de finale | Liverpool FC             | 3 - 1    | 1 - 0     | 4 - 1    |
| 1998-1999 | Coupe UEFA          | Quarts de finale    | Olympique de Marseille   | 1 - 2    | 0 - 0     | 1 - 2    |
| 1999-2000 | Coupe UEFA          | 64es de finale      | FC Lausanne-Sport        | 4 - 0    | 2 - 3     | 6 - 3    |
| 1999-2000 | Coupe UEFA          | 32es de finale      | Aris Salonique           | 2 - 2    | 2 - 0     | 4 - 2    |
| 1999-2000 | Coupe UEFA          | Seizièmes de finale | SL Benfica               | 7 - 0    | 1 - 1     | 8 - 1    |
| 1999-2000 | Coupe UEFA          | Huitièmes de finale | Juventus FC              | 0 - 1    | 4 - 0     | 4 - 1    |
| 1999-2000 | Coupe UEFA          | Quarts de finale    | RC Lens                  | 0 - 0    | 1 - 2     | 1 - 2    |
| 2000      | Coupe Intertoto     | Troisième tour      | FK Pelister              | 3 - 0    | 2 - 1     | 5 - 1    |
| 2000      | Coupe Intertoto     | Demi-finales        | Aston Villa              | 1 - 0    | 2 - 1     | 3 - 1    |
| 2000      | Coupe Intertoto     | Finale              | Zénith Saint-Pétersbourg | 2 - 1    | 2 - 2     | 4 - 3    |
| 2000-2001 | Coupe UEFA          | 32es de finale      | HNK Rijeka               | 0 - 0    | 1 - 0     | 1 - 0    |
| 2000-2001 | Coupe UEFA          | Seizièmes de finale | Étoile rouge de Belgrade | 0 - 1    | 3 - 0     | 3 - 1    |
| 2000-2001 | Coupe UEFA          | Huitièmes de finale | Chakhtar Donetsk         | 0 - 0    | 1 - 0     | 1 - 0    |
| 2000-2001 | Coupe UEFA          | Quarts de finale    | VfB Stuttgart            | 0 - 0    | 2 - 1     | 2 - 1    |
| 2000-2001 | Coupe UEFA          | Demi-finales        | FC Barcelone             | 3 - 2    | 1 - 2     | 4 - 4E   |
| 2001-2002 | Coupe UEFA          | 32es de finale      | Sigma Olomouc            | 4 - 0    | 3 - 4     | 7 - 4    |
| 2001-2002 | Coupe UEFA          | Seizièmes de finale | Slovan Liberec           | 3 - 1    | 0 - 3     | 3 - 4    |
| 2002-2003 | Coupe UEFA          | 32es de finale      | Odense BK                | 2 - 0    | 0 - 1     | 2 - 1    |
| 2002-2003 | Coupe UEFA          | Seizièmes de finale | Viking FK                | 3 - 0    | 1 - 1     | 4 - 1    |
| 2002-2003 | Coupe UEFA          | Huitièmes de finale | Celtic FC                | 2 - 1    | 0 - 1     | 2 - 2E   |
| 2003-2004 | Ligue des champions | Troisième tour Q    | Slavia Prague            | 3 - 0    | 0 - 2     | 3 - 2    |
| 2003-2004 | Ligue des champions | Groupe H            | Ajax Amsterdam           | 3 - 2    | 0 - 1     | Deuxième |
| 2003-2004 | Ligue des champions | Groupe H            | Club Bruges              | 1 - 1    | 1 - 1     | Deuxième |
| 2003-2004 | Ligue des champions | Groupe H            | AC Milan                 | 0 - 0    | 2 - 1     | Deuxième |
| 2003-2004 | Ligue des champions | Huitièmes de finale | Arsenal FC               | 2 - 3    | 0 - 2     | 2 - 5    |
| 2006-2007 | Coupe UEFA          | Premier tour        | Standard de Liège        | 1 - 0    | 3 - 0     | 4 - 0    |
| 2006-2007 | Coupe UEFA          | Groupe H            | Eintracht Francfort      | 1 - 1    | N/A       | Deuxième |
| 2006-2007 | Coupe UEFA          | Groupe H            | Newcastle United         | N/A      | 1 - 2     | Deuxième |
| 2006-2007 | Coupe UEFA          | Groupe H            | Fenerbahçe SK            | 1 - 0    | N/A       | Deuxième |
| 2006-2007 | Coupe UEFA          | Groupe H            | US Palerme               | N/A      | 1 - 1     | Deuxième |
| 2006-2007 | Coupe UEFA          | Seizièmes de finale | Spartak Moscou           | 1 - 1    | 2 - 1     | 3 - 2    |
| 2006-2007 | Coupe UEFA          | Huitièmes de finale | Werder Brême             | 0 - 1    | 0 - 2     | 0 - 3    |
| 2016-2017 | Ligue Europa        | Groupe G            | Ajax Amsterdam           | 2 - 2    | 2 - 3     | Deuxième |
| 2016-2017 | Ligue Europa        | Groupe G            | Standard Liège           | 1 - 1    | 1 - 1     | Deuxième |
| 2016-2017 | Ligue Europa        | Groupe G            | Panathinaïkos            | 2 - 0    | 2 - 0     | Deuxième |
| 2016-2017 | Ligue Europa        | Seizièmes de finale | Chakhtar Donetsk         | 0 - 1    | 2 - 0 ap  | 2 - 1    |
| 2016-2017 | Ligue Europa        | Huitièmes de finale | FK Krasnodar             | 2 - 1    | 2 - 0     | 4 - 1    |
| 2016-2017 | Ligue Europa        | Quarts de finale    | KRC Genk                 | 3 - 2    | 1 - 1     | 4 - 3    |
| 2016-2017 | Ligue Europa        | Demi-finales        | Manchester United        | 0 - 1    | 1 - 1     | 1 - 2    |
| 2025-2026 | Ligue Europa        | Phase de ligue      |                          | -        | -         | -        |
| 2025-2026 | Ligue Europa        | Phase de ligue      |                          | -        | -         | -        |
| 2025-2026 | Ligue Europa        | Phase de ligue      |                          | -        | -         | -        |
| 2025-2026 | Ligue Europa        | Phase de ligue      |                          | -        | -         | -        |
| 2025-2026 | Ligue Europa        | Phase de ligue      |                          | -        | -         | -        |
| 2025-2026 | Ligue Europa        | Phase de ligue      |                          | -        | -         | -        |
| 2025-2026 | Ligue Europa        | Phase de ligue      |                          | -        | -         | -        |
| 2025-2026 | Ligue Europa        | Phase de ligue      |                          | -        | -         | -        |

## Infrastructures

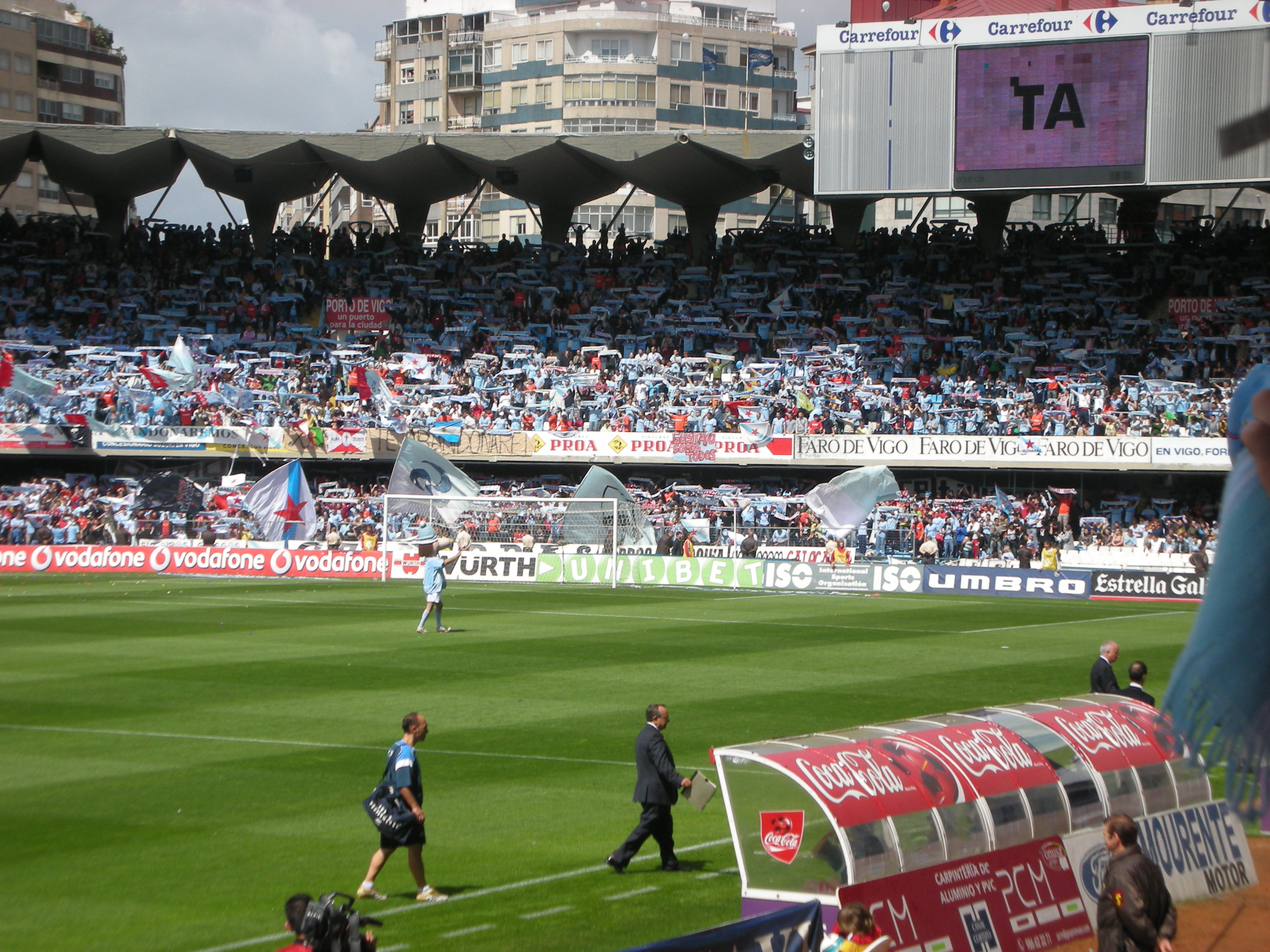
Stade Balaídos.

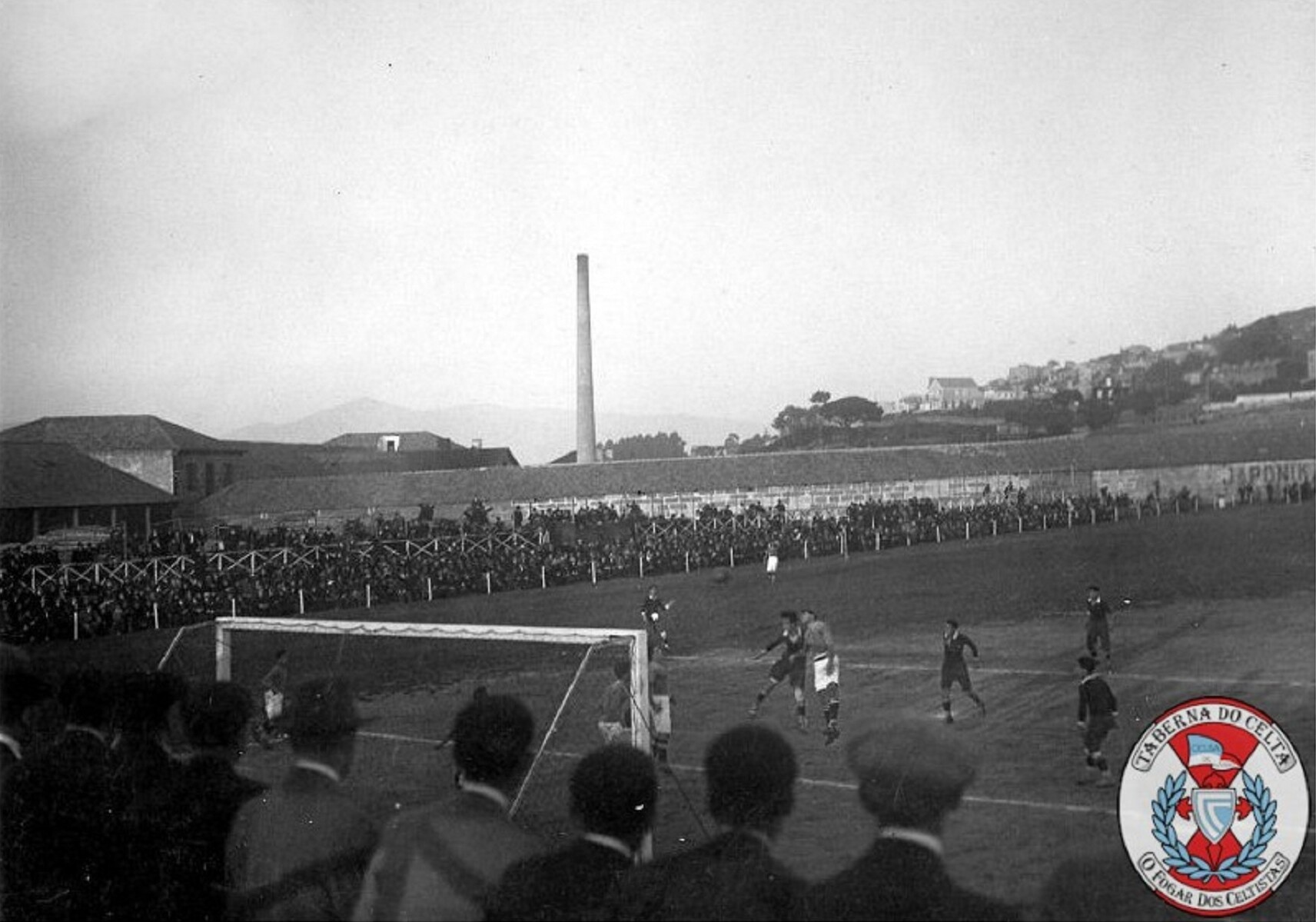
Campo de Coia.

Le RC Celta évolue au Campo de Coia de sa fondation en 1923 à 1928. Depuis, il est résident du stade Balaídos depuis 1928, année de son inauguration, avec une capacité de 29 000 spectateurs.

## Personnalités du club

### Présidents et entraîneurs emblématiques
Deux entraîneurs espagnols hissent le club galicien en haut de la hiérarchie du football espagnol à la fin des années 1990 :
- Javier Irureta obtient avec le club des résultats inattendus lors de la saison 1997-1998, avant de partir pour le Depor.
- Víctor Fernández le remplace l'année suivante et installe le club dans le premier tiers du championnat pendant quatre saisons, remportant au passage la Coupe Intertoto 2000.

Lors de la saison 2016-2017, Eduardo Berizzo mène le Celta en demi-finale de la Ligue Europa (élimination face à Manchester United).

### Joueurs

#### Joueurs emblématiques
Pahiño est le seul joueur du Celta à avoir remporté le Trophée Pichichi de meilleur buteur du championnat (saison 1947-1948). Le meilleur buteur de l'histoire du club est Iago Aspas avec 158 buts en 358 matchs entre les années 2008 et 2013 puis de 2015 à aujourd’hui.
Le Russe Alexander Mostovoï est le joueur ayant disputé le plus de matchs en première division sous le maillot du Celta (235 matchs).
Trois gardiens de but ont remporté le Trophée Zamora de meilleur gardien avec le Celta : Santiago Cañizares (1993), Pablo Oscar Cavallero (1996) et José Manuel Pinto (2006).

#### Anciens joueurs
- Iago Aspas
- Santiago Cañizares
- Catanha
- Diego Costa
- Hermidita
- Jonny
- Juanfran
- Hugo Mallo
- Manolo
- Brais Méndez
- Nolito
- Jorge Otero
- Pahiño
- José Manuel Pinto
- Míchel Salgado
- Juan Sánchez
- David Silva
- Ismael Urzáiz
- Kamel Ghilas
- Gustavo Cabral
- Fernando Cáceres
- Pablo Cavallero
- Gustavo López
- Juan Manuel Peña
- Edù
- Fernando Baiano
- Mazinho
- Nenê
- Sylvinho
- Fabián Orellana
- Park Chu-young
- Mido
- Richard Dutruel
- Daniel Dutuel
- Peter Luccin
- Claude Makélélé
- Haim Revivo
- Daniël de Ridder
- Dan Eggen
- Gabriel Tamaș
- Vlado Gudelj
- Valeri Karpine
- Aleksandr Mostovoï
- Goran Đorović
- Stanislav Lobotka
- Benedict McCarthy
- Pablo García

#### Joueurs records5
| Rang | Nom               | Buts |
| ---- | ----------------- | ---- |
| 1    | Iago Aspas        | 214  |
| 2    | Vlado Gudelj      | 113  |
| 3    | Hermidita         | 110  |
| 4    | Alexandr Mostovoï | 73   |
| 5    | Mauro Rodríguez   | 69   |
| 6    | Pahiño            | 61   |
| 7    | Francisco Roig    | 56   |
| 8    | Nolito            | 52   |
| 9    | Juan del Pino     | 51   |
| 10   | Adolfo Atienza    | 51   |

| Rang | Nom               | Matchs joués |
| ---- | ----------------- | ------------ |
| 1    | Iago Aspas        | 361          |
| 2    | Alexandr Mostovoï | 235          |
| 3    | Manolo            | 226          |
| 4    | Juan Fernández    | 219          |
| 5    | Villar Fernandez  | 207          |
| 6    | Gustavo Lopez     | 205          |
| 7    | Fernando Cáceres  | 198          |
| 8    | Vladimir Gudelj   | 195          |
| 9    | Vicente Álvarez   | 194          |
| 10   | Patxi Salinas     | 193          |

### Effectif professionnel actuel
Le premier tableau liste l'effectif professionnel des Célticos pour la saison 2025-2026. Le second recense les prêts effectués par le club lors de cette même saison.
En grisé, les sélections de joueurs internationaux chez les jeunes mais n'ayant jamais été appelés aux échelons supérieurs une fois l'âge-limite dépassé ou les joueurs ayant pris leur retraite internationale.

## Rivalités
Le grand rival du RC Celta est le Deportivo La Corogne, dont la ville est distante d'environ 150 km. Les deux clubs, qui ont connu chacun une période faste à la fin des années 1990 et au début des années 2000, disputent le derby de la Galice.